# 풀비아 프란코
풀비아 프란코(Fulvia Franco, 1931년 5월 21일 ~ 1988년 5월 15일)는 이탈리아의 배우, 모델이다. 1948년 미스 이탈리아 대회에서 우승했다.